# Kosowo na Mistrzostwach Europy w Lekkoatletyce 2018
Kosowo na Mistrzostwach Europy w Lekkoatletyce 2018 – reprezentacja Kosowa podczas zawodów liczyła 2 zawodników. Biegacze Musa Hajdari i Gresa Bakraći zajęli odpowiednio 30. i 31. miejsce na dystansie 800 m.

## Rezultaty
Mężczyźni
| Zawodnik     | Konkurencja   | Eliminacje | Eliminacje | Półfinał | Półfinał | Finał | Finał |
| Zawodnik     | Konkurencja   | Wynik      | Poz.       | Wynik    | Poz.     | Wynik | Poz.  |
| ------------ | ------------- | ---------- | ---------- | -------- | -------- | ----- | ----- |
| Musa Hajdari | Bieg na 800 m | 1:49.24    | 30.        | NQ       | NQ       | NQ    | NQ    |

Kobiety
| Zawodniczka    | Konkurencja   | Eliminacje | Eliminacje | Półfinał | Półfinał | Finał | Finał |
| Zawodniczka    | Konkurencja   | Wynik      | Poz.       | Wynik    | Poz.     | Wynik | Poz.  |
| -------------- | ------------- | ---------- | ---------- | -------- | -------- | ----- | ----- |
| Gresa Bakrraqi | Bieg na 800 m | 2:14.22    | 31.        | NQ       | NQ       | NQ    | NQ    |